# Шевченківська сільська рада (Великоновосілківський район)
| Шевченківська сільська рада — колишній орган місцевого самоврядування у Великоновосілківському районі Донецької області з адміністративним центром у селищі Шевченко. Сільській раді підпорядковані населені пункти: - с-ще Шевченко - с-ще Бурлацьке - с. Вільне Поле - с. Воскресенка - с-ще Комишуваха - с. Олександроград - с. Привільне |

## Склад ради
Рада складається з 14 депутатів та голови.

## Керівний склад сільської ради
| ПІБ                              | Основні відомості                                                                             | Дата обрання | Дата звільнення |
| -------------------------------- | --------------------------------------------------------------------------------------------- | ------------ | --------------- |
| Приходченко Віталій Михайлович   | Сільський голова, 01.01.1951 року народження, освіта - вища, член КПРС                        | 1980         | 31.03.2002      |
| Присяжний Володимир Пантелійович | Сільський голова, 18.02.1950 року народження, освіта - вища, позапартійний                    | 31.03.2002   | 26.03.2006      |
| Приходченко Віталій Михайлович   | Сільський голова, 01.01.1951 року народження, освіта вища, позапартійний                      | 26.03.2006   | 31.10.2010      |
| Білянський Олег Гергійович       | Сільський голова, 11.01.1963 року народження, освіта середня спеціальна, член Партії регіонів | 31.10.2010   |                 |

Примітка: таблиця складена за даними джерела